# (12292) Dalton
(12292) Dalton ist ein Asteroid des äußeren Hauptgürtels, einem Asteroidenfeld zwischen Mars und Jupiter. Der Asteroid wurde am 6. Juni 1991 von dem belgischen Astronomen Eric Walter Elst am La-Silla-Observatorium der Europäischen Südsternwarte in Chile (IAU-Code 809) entdeckt.
Der Asteroid gehört zur Hygiea-Familie, einer eher älteren Gruppe von Asteroiden, wie vermutet wird, deren größtes Mitglied der Asteroid (10) Hygiea ist. Die zeitlosen (nichtoskulierenden) Bahnelemente von (12292) Dalton sind fast identisch mit denjenigen von fünf kleineren (wenn man von der absoluten Helligkeit von 14,6, 15,8, 15,6, 16,6, und 17,1 gegenüber 13,4 ausgeht) Asteroiden: (166765) 2002 UN34, (195708) 2002 PV38, (233624) 2007 TS272, (395245) 2010 NL113 und (412240) 2013 HU21.
Die Rotationsperiode von (12292) Dalton wurde unter anderem 2015 von Adam Waszczak, Chan-Kao Chang, Eran Ofek et al. untersucht. Die Lichtkurve reichte jedoch nicht zu einer Bestimmung aus.
Der Asteroid wurde am 6. März 2004 nach dem englischen Chemiker John Dalton (1766–1844) benannt. Schon 1964 war ein Mondkrater der nordwestlichen Mondvorderseite nach Jon Dalton benannt worden: Mondkrater Dalton.